# Cominotto
Cominotto (maltesisch Kemmunett) ist ein unbewohnter Inselfelsen, der zu den Maltesischen Inseln zählt. Politisch gehört er zur Republik Malta. Seine Fläche beträgt nur 0,25 km². Er ist der Insel Comino an deren Westküste in einem Abstand von etwa 100 m vorgelagert.
Das Mittelmeer ist zwischen diesen beiden Inseln sehr flach und besitzt einen feinen Sandboden. Bei Sonnenschein färbt sich das Wasser dadurch strahlend blau bis türkis. Die Malteser nennen diese Untiefe aufgrund der intensiven Färbung die Blaue Lagune. Vor allem in den Sommermonaten ist diese ein beliebtes Ausflugsziel für viele Touristen und Malteser, weshalb die Strände, die auf der Insel Comino gelegen sind, schnell überfüllt sind.